# Brachymonas chironomi
Brachymonas chironomi es una bacteria gramnegativa del género Brachymonas. Fue descrita en el año 2009. Su etimología hace referencia a los insectos del género Chironomus. Es aerobia e inmóvil. Tiene forma de cocobacilo con un tamaño de 0,75-1,2 μm de ancho por 1-3 μm de largo. Crece de forma individual, en pares y a veces en cadenas. Catalasa y oxidasa positivas. Forma colonias beige, circulares, lisas y convexas en agar LB. Temperatura de crecimiento entre 18-37 °C, óptima de 30 °C. Se ha aislado de huevos de insectos del género Chironomus. 